# Аристидис Константинидис
Аристидис Константинидис (грч. Αριστείδης Κωνσταντινίδης) је грчки бициклиста, који је учествовао на првим Олимпијским играма 1896 у Атини.
Константинидис се такмичио у тркама на 10 и 100 километара на велодрому и у друмској трци. У друмској трци је победио прешавши растојање од 87 км, између Атине и Маратона и назад, у времену 3:22:31. Он је успео да победи упркос паду који му се догодио током трке. У трци на 10 км, сударио се са сународником Јоргосом Колетисом, што је утицало на његов коначан пласман, па је кроз циљ прошао као пети. У трци на 100 км био је међу такмичарима који су остали без пласмана. Одустао је на 16 километру.